# تيدي كيتون
تيدي كيتون (بالإنجليزية: Teddy Keaton)‏ هو مدير فني أمريكي، ولد في 14 ديسمبر 1976 في بريوتون في الولايات المتحدة.